# Debarsko jezero
Debarsko jezero (makedonsko Дебарско Езеро, latinizirano: Debarsko Ezero; albansko Liqeni i Dibrës) je umetno jezero v zahodnem delu Severne Makedonije v bližini mesta Debar, po katerem je dobilo ime. Nastalo je z zajezitvijo Črnega Drima, druge najdaljše reke v državi. Uporablja se kot akumulacija za hidroelektrarno Špilje.
Debarsko jezero ima površino 13,2 kvadratnih kilometrov in je tako med največjimi jezeri v Severni Makedoniji. Skupna prostornina akumulacije je 520 milijonov m³, uporabna prostornina pa 223 milijonov m³ vode. Globoko je 92 metrov in leži na nadmorski višini 580 metrov nad Jadranom. Nastal je med letoma 1966 in 1968, potem ko so obstoječi jez na Špilju dvignili na 102 metra.
Temperatura jezerske vode je okoli 14,4 °С, najnižja pade na 3,0 °С, najvišja pa na 23,9 °С. Prozornost vode se giblje od 4,4 m v osrednjem delu do 2,5 m na obali.

## Galerija
- Pogled na jezero iz bližine jezu, med cvetenjem alg (2008)
- Debar in jezero (z jezom spodaj desno), pogled od zahoda.
- Pogled proti Debru
- Redko rastje na obali jezera

## Vir
- Boris Nikodinovski (2000). Osnovi na voena geografija na Republika Makedonija. Edicija učebnici. Skopje: Niko Kompjuteri.